# 존 길핀

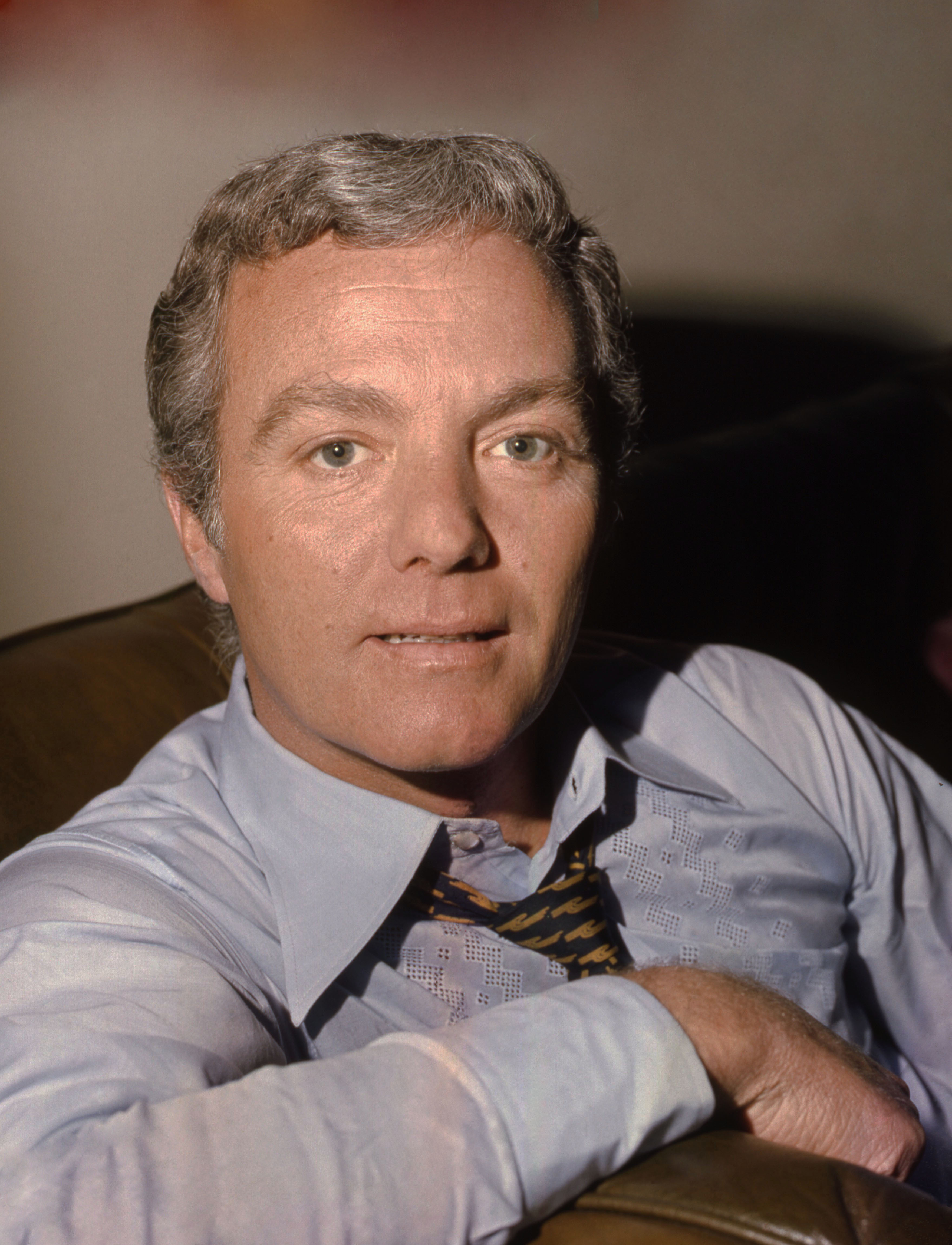
존 길핀

존 브라이언 길핀(영어: John Brian Gilpin, 1930년 2월 10일 ~ 1983년 9월 5일)은 영국의 대표적인 발레 무용수이자 배우였다.